# Colera
Colera is een dorp en gemeente in de Spaanse provincie Girona en in de autonome regio Catalonië. Colera heeft 522 inwoners (1 januari 2016).

## Geografie
Colera heeft een oppervlakte van 24 km² en grenst in Spanje aan de gemeenten Llançà, Portbou en Rabós. De gemeente grenst in het noordwesten aan Frankrijk (gemeente Banyuls-sur-Mer) en in het oosten aan de Middellandse zee.

## Demografische ontwikkeling
Bron: INE, 1950-2011: volkstellingen
Opm.: In 1857 werd de gemeente Vecindario de San Silvestre aangehecht; van 1887 tot 1934 behoorde Colera tot de gemeente Portbou